# Schloss Langenfeld

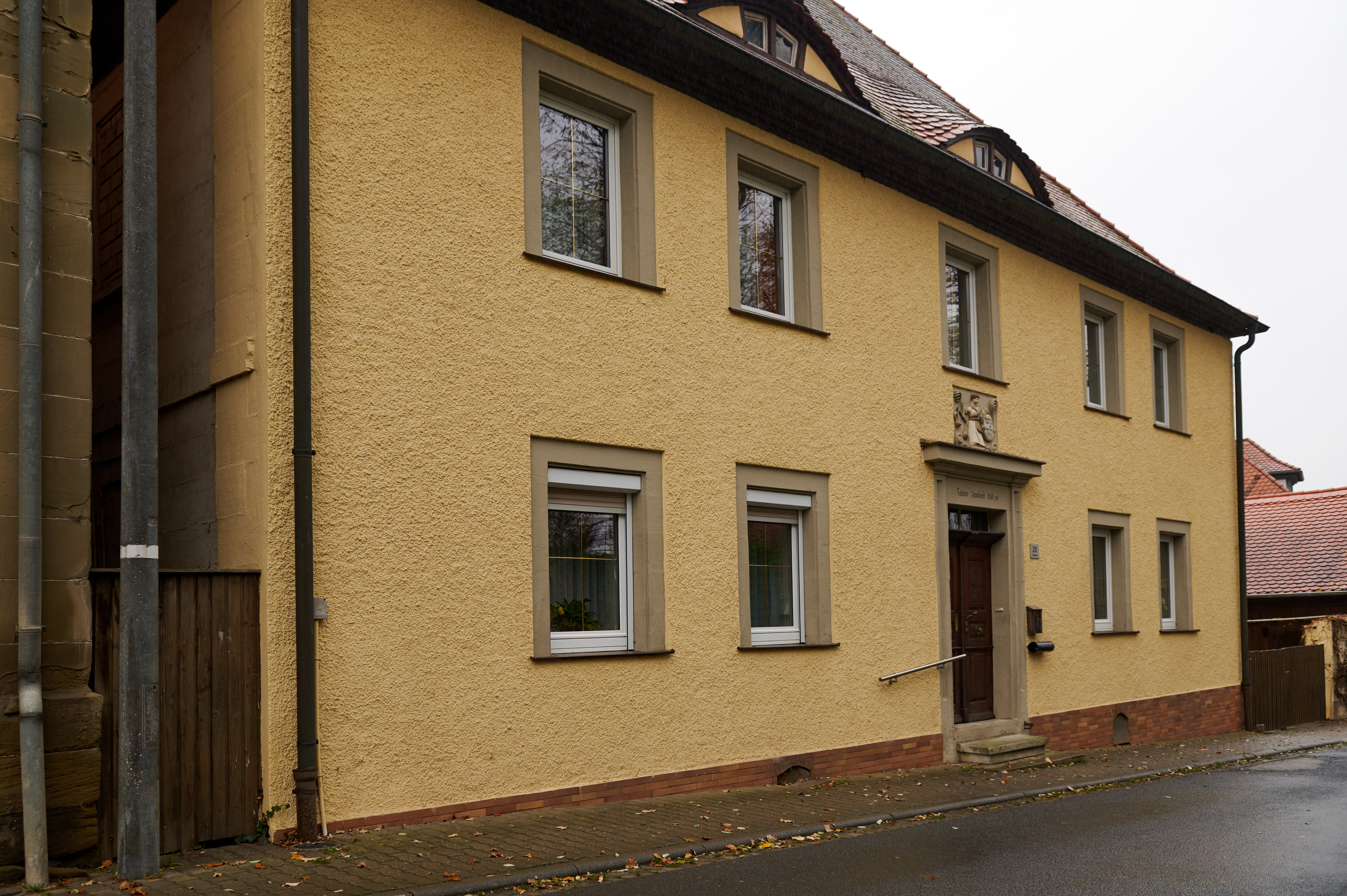
Schloss in der Hauptstraße 20 in Langenfeld.

Schloss Langenfeld ist ein ehemaliges Schloss in Langenfeld, einer Gemeinde im Landkreis Neustadt an der Aisch-Bad Windsheim (Mittelfranken, Bayern).

## Geschichte
Von 1317 bis 1782 war Langenfeld im Besitz der Freiherren von Seckendorff, die ursprünglich dort eine Burg besaßen und das Geleitrecht auf der Straße von Nürnberg nach Frankfurt (später Reichsstraße 8, jetzt Bundesstraße 8), soweit diese durch ihr Territorium führte, ausübten. 
Das Alte Schloss wurde 1393 erwähnt, 1525 im Bauernkrieg niedergebrannt und 1782/1802 abgebrochen. Das Neue Schloss wurde um 1690 erbaut. Um 1812 erfolgte der Abbruch und Errichtung des heutigen Gebäudes, das oft als „ehemaliges Neues Schloss“ bezeichnet wird.

## Beschreibung
Das Baudenkmal ist Teil der Liste der Baudenkmäler in Langenfeld (Mittelfranken) (Akten-Nr. D-5-75-138-9). Die Beschreibung lautet:
Ehemaliges Schloss, sogenanntes Neues Schloss: Zweigeschossiger Walmdachbau mit Fledermausgauben, Hausteinrahmungen und Portal mit Pilasterrahmung, darüber Relief, bezeichnet „1812“ 